# Fontanella Grazioli
Fontanella Grazioli è l'unica frazione di Casalromano in provincia di Mantova.

## Storia
Il nome della frazione deriva probabilmente dalle numerose fontanelle esistenti in paese.
Anticamente era chiamata Fontanella Mantovana, perché rappresentava l'ultimo paese al confine con i territori di Cremona e Brescia. Per assonanza con etimologie di paesi del territorio poco distante della provincia di Parma, come Fontanellato e Fontanelle, può derivare il nome dalla presenza di fontanazzi causati dalle piene del vicino corso d'acqua. Il nome attuale è in ricordo e omaggio a don Bartolomeo Grazioli, Martire di Belfiore, impiccato il 3 marzo 1853 insieme a Carlo Montanari e Tito Speri.
Nel 1956, gli abitanti di Fontanella erano 700. Con il censimento del 2001 la popolazione quasi si dimezzò: nella frazione abitavano 405 persone, sostanzialmente lo stesso attuale numero compresi gli extracomunitari. Gli anziani, che costituiscono la maggioranza della popolazione, lavorano la terra, mentre i pochi giovani vanno in fabbrica. A causa del calo demografico sono state chiuse le scuole.

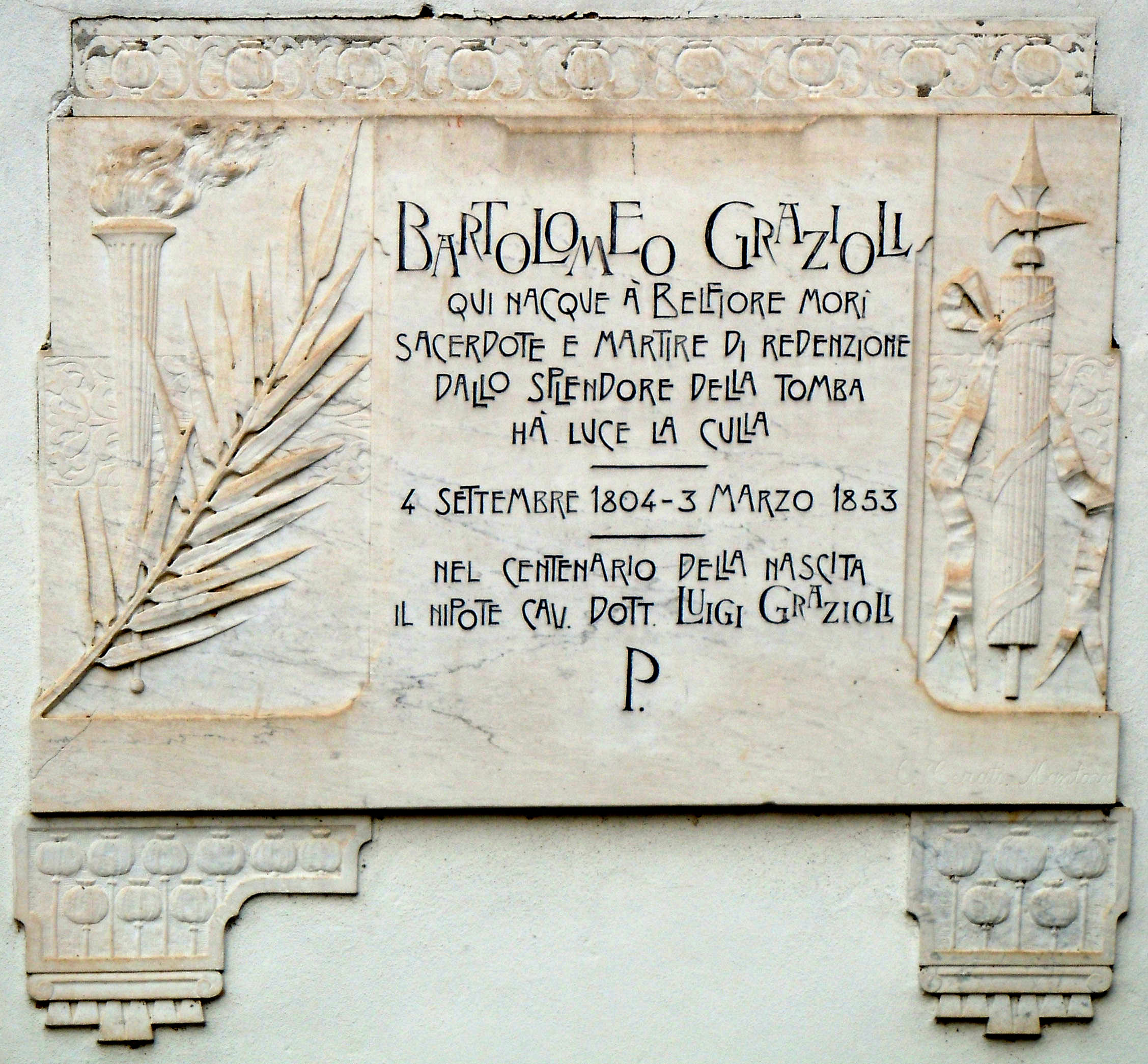
Lapide a Bartolomeo Grazioli

L'esistenza di due antiche chiese, e la memoria di una terza, prova l'importanza di Fontanella dal punto di vista religioso.

## Monumenti e luoghi d'interesse
- Santuario della Malongola